# جشولی
جشولی (انگلیسی: Jesuli؛ زادهٔ ۲۴ ژانویهٔ ۱۹۷۸) بازیکن فوتبال اهل اسپانیا است.
از باشگاه‌هایی که در آن بازی کرده‌است می‌توان به باشگاه فوتبال رئال سوسیداد، باشگاه فوتبال سلتاویگو، باشگاه ورزشی تنریف، و باشگاه فوتبال سویا اشاره کرد.
وی همچنین در تیم ملی فوتبال زیر ۱۸ سال اسپانیا بازی کرده‌است.